# Statystyki Chelsea F.C.

## Rekordy indywidualne
- Najwięcej meczów – 795, Ron Harris
- Najwięcej meczów w lidze – 655, Ron Harris
- Najwięcej meczów w Pucharze Anglii – 64, Ron Harris
- Najwięcej meczów Pucharze Ligi Angielskiej – 48, John Hollins
- Najwięcej meczów Lidze Mistrzów – 93, Frank Lampard
- Najwięcej meczów z kolei – 167, John Hollins
- Najwięcej meczów z kolei w lidze – 164, Frank Lampard
- Najwięcej meczów w sezonie – 64, Oscar, Fernando Torres, Juan Mata
- Najwięcej meczów w reprezentacji – Marcel Desailly, Francja, 74 podczas gry w Chelsea
- Najwięcej meczów w reprezentacji Anglii – Frank Lampard, Anglia, 100 podczas gry w Chelsea
- Pierwszy zawodnik Chelsea grający dla Anglii – George Hilsdon
- Pierwszy obcokrajowiec – Nils Middelboe, Dania
- Pierwszy czarnoskóry gracz – Paul Canoville
- Najmłodszy gracz – Ian Hamilton, 16 lat 138 dni
- Najstarszy gracz – Mark Schwarzer, 41 lat

## Rekordy klubowe

### Pierwszy...
- Pierwszy mecz – vs. Stockport County, Division Two, 1 września 1905 (0-1)
- Pierwsze zwycięstwo – vs. Liverpool F.C., mecz towarzyski, 4 września 1905 (4-0)
- Pierwszy mecz w Pucharze Anglii – vs. Grenadier Guards, runda kwalifikacyjna, 7 października 1905 (6-1).
- Pierwszy mecz w Pucharze Anglii (oficjalny) – vs. Lincoln City, I Runda, 12 stycznia 1907 (2-2)
- Pierwszy mecz w Pucharze Ligi Angielskiej – vs. Millwall, I Runda, 10 października 1960 (7-1)
- Pierwszy europejski mecz – vs. Frem Kopenhaga, Puchar UEFA, 30 września 1958 (3-1)
- Pierwszy mecz w Pucharze Zdobywców Pucharów – vs. Aris FC, I Runda, 16 września 1970 (1-1)
- Pierwszy mecz w Lidze Mistrzów – vs. Skonto Ryga, III runda kwalifikacyjna, 11 sierpnia 1999 (3-0)
- Pierwszy mecz w Lidze Mistrzów (oficjalny) – vs. AC Milan, faza grupowa, 15 września 1999 (0-0)

### Wyniki

#### Zwycięstwa
- Najwyższe zwycięstwo – 13-0 vs. Jeunesse Hautcharage, Puchar Zdobywców Pucharów, I runda, 29 września 1971
- Najwyższe zwycięstwo w lidze – 8-0 vs. Wigan Athletic, Premier League, 9 maja 2010, oraz 8-0 vs. Aston Villa, Premier League, 23 grudnia 2012
- Najwyższe zwycięstwo w Pucharze Anglii – 9-1 vs. Worksop Town, I runda, 11 stycznia 1908
- Najwyższe zwycięstwo w Pucharze Ligi Angielskiej – 7-0 vs. Doncaster Rovers, Round 3, 16 listopada 1960
- Najwyższe zwycięstwo w europejskim pucharze – 13-0 vs. Jeunesse Hautcharage, Puchar Zdobywców Pucharów, I runda, 29 września 1971
- Najdłuższa kolejność zwycięstw w lidze – 10, 19 listopada 2005 – 15 stycznia 2006
- Najdłuższa kolejność bez zwycięstwa w lidze – 21, 3 listopada 1987 – 2 kwietnia 1988
- Najwięcej zwycięstw w lidze w sezonie – 29 w 38 meczach, FA Premier League, 2004–05 i 2005–06
- Najmniej zwycięstw w lidze w sezonie – 5 w 42 meczach, FA Premier League, 1978–79

#### Remisy
- Najwyższy remis – 5-5 vs. West Ham United, FA Premier League, 17 grudnia 1966
- Najwięcej remisów w sezonie – 18 w 42 meczach, FA Premier League, 1922–23
- Najmniej remisów w sezonie – 3 w 38 meczach, FA Premier League, 1997–98
- Najwięcej remisów z rzędu – 6, 20 sierpnia 1969 – 13 września 1969

#### Porażki
- Najwyższa porażka – 1-8 vs. Wolverhampton Wanderers, FA Premier League, 26 września 1953
- Najwyższa porażka w lidze – 1-8 vs. Wolverhampton Wanderers, FA Premier League, 26 września 1953
- Najwyższa porażka w Pucharze Anglii – 0-6 vs. Sheffield Wednesday, II runda Powt., 5 lutego 1913
- Najwyższa porażka w Pucharze Ligi Angielskiej – 2-6 vs. Stoke City, III runda Powt., 22 października 1974
- Najwyższa europejska porażka – 0-5 vs. FC Barcelona, Puchar UEFA, 1/2 finału, 25 maja 1966

## Statystyki piłkarzy[1]

### Najczęściej występujący
|}